# Edward L. Ferman
Edward L(ewis) Ferman  (1937) was een Amerikaanse redacteur en uitgever van sciencefiction en fantasy.
Ferman is de zoon van Joseph W. Ferman en nam het redacteurschap van het tijdschrift The Magazine of Fantasy & Science Fiction over in 1964 van Avram Davidson. De vader werd in de eerste twee jaar vermeld als redacteur en uitgever, hoewel Edward de eigenlijke redacteur was. Edward Ferman zou in 1970 ook de rol van uitgever op zich nemen. Hij bleef als redacteur aan tot 1991, toen hij zijn vervangster, Kristine Kathryn Rusch, inhuurde. Hij bleef uitgever van het tijdschrift tot 2000, toen hij het verkocht aan Gordon Van Gelder. Terwijl Ferman redacteur was, gaven veel andere tijdschriften in het genre de geest of kenden een kortstondig bestaan. Zijn tijdschrift, samen met Analog Science Fiction and Fact, was een van de weinige die regelmatig bleven verschijnen en kwalitatief goede inhoud boden.
Ferman ontving de Hugo Award als beste professionele redacteur drie jaar op rij, van 1981 tot 1983. Het blad zelf had onder zijn hoede ook al verschillende Hugo's gewonnen. Hij was ook redacteur van velebloemlezingen met verhalen die eerder in F&SF waren uitgekomen.